# Maria Abakumova
Maria Vasiljevna Abakumova (ryska: Мария Васлиьевна Абакумова), född 15 januari 1986 i Stavropol i Ryska SFSR i Sovjetunionen, är en rysk före detta friidrottare som tävlade i spjutkastning.
Abakumova slog igenom vid VM för ungdomar 2003 där hon slutade på fjärde plats. Som senior blev hennes första mästerskap VM 2007 i Osaka där hon slutade på sjunde plats. Hon deltog i olympiska sommarspelen 2008 i Peking där hon förbättrade sitt personliga rekord till 70,78 vilket räckte till en andra plats. Omtestning 2016 av dopningsprov från OS i Peking 2008 visade att hennes prov innehöll förbjudna medel.
Hon deltog även vid VM 2009 i Berlin, där hon hade det överlägset längsta kastet i kvalet på 68,92 meter. I finalen lyckades hon inte upprepa den längden och hennes 66,06 räckte till en tredje plats. 
Vid världsmästerskapen i friidrott 2011 i Daegu, Sydkorea, vann Abakumova guld i spjutkastning efter att ha slagit mästerskaps- nations- och personligt rekord med ett kast på 71,99 meter. Kastet blev det då tredje längsta i världen. Sedermera har alla hennes resultat mellan 2008 och 2012 strukits efter det positiva dopingprovet.
Vid världsmästerskapen i friidrott 2013 i Moskva kastade Abakumova 65,09 meter i finalen, vilket räckte till en tredjeplats.

## Personliga rekord
- Spjutkastning - 70,53 m. Satt i Berlin, 1 september 2013.